# Раймонда Мурмокайте
Раймонда Мурмокайте (17 липня 1959) — литовський дипломат. Постійний представник Литви при ООН (2012). Голова контртерористичного комітету Ради Безпеки ООН. Голова Ради Безпеки ООН з лютого 2014 по травень 2015.

## Життєпис
У 1982 році закінчила Вільнюський університет, романо-германська філологія. Навчалася за програмою державного управління в Монтерейському інституті міжнародних досліджень і за програмою Чівенінг дипломатії і дослідженням в області безпеки в Бірмінгемському університеті. Пані Мурмокайте володіє англійською, французькою, італійською, литовським та російською мовами.
20 років пропрацювала в міністерстві закордонних справ Литви, де займала посади начальника Західноєвропейського відділу та Відділу планування політики, а також директора Департаменту у справах Америки, Африки, Азії і Океанії і посла з особливих доручень при Канцелярії міністра.
У 2009—2012 рр. — директор Департаменту у справах ООН, міжнародних організацій і прав людини.
У 1998—2001 рр. — радник при посольстві Литви в Італії
У 2004—2008 рр. — заступника Постійного представника в Постійного представництва Литви при Організації Об'єднаних Націй в Нью-Йорку
З жовтня 2012 року — Постійний представник Литви при Організації Об'єднаних Націй.